# Club Deportivo Fuenclara
El Club Deportivo Fuenclara fue un club de fútbol español de la ciudad de Zaragoza. Fundado en 1917, debe su nombre al Palacio y calle de Fuenclara de la capital aragonesa, donde se constituyó. De histórica importancia pese a su breve vida, tendría un papel fundamental en los inicios del fútbol en Aragón, siendo uno de los cuatro clubes firmantes del Acta de Constitución de la Federación Aragonesa de Fútbol. 

## Historia
En 1917, en las Escuelas Católicas de Obreros y Comerciantes de la capital zaragozana, institución del sindicalismo católico español de principios de siglo, se funda el Club Deportivo Fuenclara, con sede social en el número 2 de dicha calle, en el mismo edificio del Palacio de Fuenclara, a la cual  que le da nombre. El club disputaría sus partidos como local en el campo de fútbol de la calle de Bilbao, primer campo de fútbol cerrado de Zaragoza.
En 1922, el Club Deportivo Fuenclara junto con el Iberia Sport Club, la Sociedad Atlética Stadium y la Unión Deportiva, se reúnen para la creación de la Federación Aragonesa de Fútbol, siendo estos cuatro los clubes firmantes del Acta de Constitución de la misma, federación a la que posteriormente se unirían diferentes conjuntos aragoneses y sorianos.
En el año 1924, la entidad es absorbida por el Zaragoza Foot-Ball Club, a la cual lega su indumentaria como fruto del acuerdo, que mutaría su camisa roja con puños y cuello dorados a la roja y blanca cuatribarrada del Fuenclara.

## Uniforme
El Club Deportivo Fuenclara vestía con camisola rojiblanca a franjas verticales, calzón blanco y medias negras.